# Урбан (инженер)
Урбан (Орбан; ? — 1453) — известный венгерский военный инженер XV века. Его этническое происхождение спорно, по одним данным, он был венгром, по — другим румыном.
Урбан был военным мастером, родом из Брашова в Трансильвании, который знаменит тем, что отлил для султана Мехмеда II Завоевателя огромную пушку, названную Базили́кой, которая в апреле-мае 1453 года принимала участие в осаде византийской столицы Константинополя. Благодаря артиллерии Урбана город был взят турецкой армией 29 мая 1453 года. Однако сам он погиб во время осады, когда взорвалась одна из его же бомбард.
По другой версии, Урбан был казнён после окончания осады Константинополя султаном Мехмедом II, узнавшим, что Урбан предлагал свои услуги и византийскому императору.